# 갈비사이공간
갈비사이공간(intercostal space, ICS), 또는 늑간공간(肋間空間)은 두 갈비뼈 사이의 해부학적 공간이다. 양쪽에 12개의 갈비뼈가 있기 때문에 11개의 갈비사이공간이 있으며 각각의 갈비사이공간에는 공간 위쪽에 있는 갈비뼈의 번호가 매겨져 있다.

## 내부 구조
- 여러 종류의 갈비사이근
- 갈비사이동맥, 갈비사이정맥
- 갈비사이림프절
- 갈비사이신경

## 구성 요소의 순서

### 근육
각 갈비사이공간에는 바깥갈비사이근, 속갈비사이근, 가장 얇은 맨속갈비사이근, 총 세 개의 근육 층이 있다. 이 근육들은 호흡하는 동안 갈비뼈를 움직이는 데 도움이 된다.

### 신경혈관다발
갈비사이공간의 신경혈관다발은 속갈비사이근과 맨속갈비사이근 사이에 있다. 이 신경혈관다발은 위에서 아래 순서로 갈비사이정맥 - 갈비사이동맥 - 갈비사이신경 (VAN)의 순서로 존재한다. 이 신경혈관다발은 갈비사이공간 높은 쪽에서 주행하고, 더 작은 곁신경혈관다발은 갈비사이공간의 아래쪽 갈비뼈 바로 위쪽으로 주행한다. 이 곁신경혈관다발은 NAV(신경 - 동맥 - 정맥, 위에서부터) 순서로 배열되어 있다. 가슴천자와 같은 침습적 시술은 신경혈관다발의 손상을 방지하기 위해 해당 갈비뼈의 위쪽 가장자리 바로 위에 기구를 비스듬하게 삽입하여 수행한다.

#### 신경
가슴벽의 근육과 관련하여 갈비사이신경과 혈관은 속갈비사이근 바로 뒤에 위치한다. 따라서 신경과 혈관은 일반적으로 안쪽에서는 벽쪽(parietal) 가슴막에 의해 덮여 있다. 단, 맨속갈비사이근, 맨속갈비사이막, 갈비밑근, 가로가슴근에 의해 덮여 있는 경우 가슴막에 의해 덮여 있지 않다.